# Augusto Andaveris
Augusto Andaveris Iriondo (Chicaloma, 5 maggio 1979) è un ex calciatore boliviano, di ruolo attaccante.

## Caratteristiche tecniche
Gioca come attaccante centrale.

## Carriera

### Club
Andaveris iniziò la propria carriera a 18 anni nel Real Mamoré; l'anno seguente fu acquistato dal Bolívar, con cui ebbe l'occasione di esordire nella massima serie boliviana. Nel corso delle 10 gare della stagione 1998 non andò mai a segno. Terminò l'anno solare all'Always Ready, sempre a La Paz; nel 1999 fece ritorno al Bolívar. Trovò poco spazio: in due anni presenziò in 5 partite, segnando una rete, la sua prima in prima divisione. Nel 2001 firmò per l'Universidad Iberoamericana, formazione neopromossa. Visse una buona annata a livello realizzativo, giacché si mantenne su una media di 0,54 marcature a partita. Nel 2002 passò al Wilstermann di Cochabamba: in tale compagine segnò meno dell'anno precedente, e a fine stagione registrò 5 gol. Nel 2003 disputò il campionato con il San José di Oruro. Durante l'Apertura segnò 9 reti, mentre nel Clausura mise a referto 5 segnature. Nel 2004 fu ceduto all'Oriente Petrolero; nel 2005 tornò al Bolívar, vincendovi il torneo di Adecuación. Nello stesso 2005 lasciò per la prima volta la Bolivia per giocare all'estero: si accasò pertanto al KF Tirana, squadra della capitale albanese, in cui raggiunse il connazionale Percy Colque. Nella massima serie albanese scese in campo 17 volte, marcando un gol. Rientrò in patria per la seconda parte del campionato nazionale 2006, firmando per il La Paz Fútbol Club. Fece parte della rosa che ottenne due secondi posti consecutivi nei campionati Clausura 2007 e Apertura 2008. Nel 2008 lasciò nuovamente il proprio paese d'origine per l'Europa: si trasferì all'Inter Baku, formazione della capitale azera; mantenne una media di un gol ogni tre partite. Nel 2009 tornò al La Paz; nel 2010 venne acquistato dal Real Potosí. Nel 2011 è stato ceduto all'Aurora.

### Nazionale
Con la selezione Under-20 ha disputato il Campionato sudamericano 1999. Debuttò in Nazionale maggiore il 5 settembre 2001, in occasione dell'incontro di Asunción con il Paraguay, valido per le qualificazioni al campionato del mondo 2002. Il 6 ottobre esordì da titolare, giocando il primo tempo contro l'Ecuador prima di venire sostituito da José Alfredo Castillo. Nel 2007 venne incluso nella lista per la Copa América. Debuttò nel torneo il 3 luglio contro il Perù, giocando da titolare i primi 57 minuti, venendo poi rilevato da Juan Carlos Arce. Nello stesso anno prese parte alle qualificazioni al campionato del mondo 2010, venendo schierato contro la Colombia. Rimase poi escluso dalle convocazioni fino al 2010; l'11 ottobre ha esordito nelle qualificazioni al campionato del mondo 2014 contro la Colombia.

## Palmarès

### Club

#### Competizioni nazionali
- Campionato boliviano: 1

Bolívar: Adecuación 2005